# Château de Kami-Akasaka
Le château de Kami-Akasaka (上赤坂城, Kami-Akasaka-jō) est un Château japonais de l'époque de Kamakura situé dans le bourg de Chihaya Akasaka, dans la préfecture d'Osaka, au Japon. Ses ruines sont considérées comme monuments du Japon depuis 1934. On l'appelle également château de Kusunoki (楠木城, Kusunoki-jō) ou château de Kiriyama (桐山城, Kiriyama-jō).

## Histoire
Le château de Kami-Akasaka est situé à 300m d'altitude, sur une crête s'étendant du mont Kongō à la frontière de la province de Kawachi et de Yoshino dans la province de Yamato. C'était le centre d'une position défensive qui comprenait de nombreuses fortifications plus petites sur les collines environnantes. Le château de Shimo-Akasaka est situé en surplomb bas d'une petite rivière. En 1331, lorsque l'empereur Go-Daigo tente de renverser le shogunat de Kamakura lors de la guerre de Genkō, il s'appuie sur le prince Moriyoshi et sur un seigneur local de la région de Chihaya-Akasaka, Kusunoki Masashige, pour lever une armée. Cependant, cette première tentative échoue et l'empereur Go-Daigo est capturé et exilé dans les îles Oki ; Kusunoki Masashige simule sa mort au siège d'Akasaka et s'échappe dans les montagnes de son  territoire, où il fait construire le château de Kami-Akasaka et le château de Chihaya.
Le château est constitué de plusieurs enceintes protégées par des fossés, réparties sur la montagne et formant une lettre « H » reliant deux sommets et la vallée qui les sépare. De l'entrée aux enceintes intérieures se trouve un chemin étroit avec plusieurs portes. Au début de l'année 1333, Kusunoki Masashige s'allie au prince Moriyoshi, récupère le château de Shimo-Akasaka et reprend son offensive contre le shogunat. Le shogunat répond en envoyant une grande armée qui assiège le château de Kami-Akasaka, défendu par le frère de Kusunoki Masashige , Kusunoki Masasue. Le château tombe au bout de deux semaines, une fois que l'armée du shogunat a réussi à interrompre l'approvisionnement en eau des défenseurs.
Après la restauration de Kenmu, le château de Kami-Akasaka continue d'être utilisé comme base pour la Cour du Sud pendant les guerres de la l'époque Nanboku-chō, mais il tombe aux mains des forces de la Cour du Nord en 1360.
Du château, il ne reste que des ruines, avec peu de traces de la structure d'origine.

## Galerie

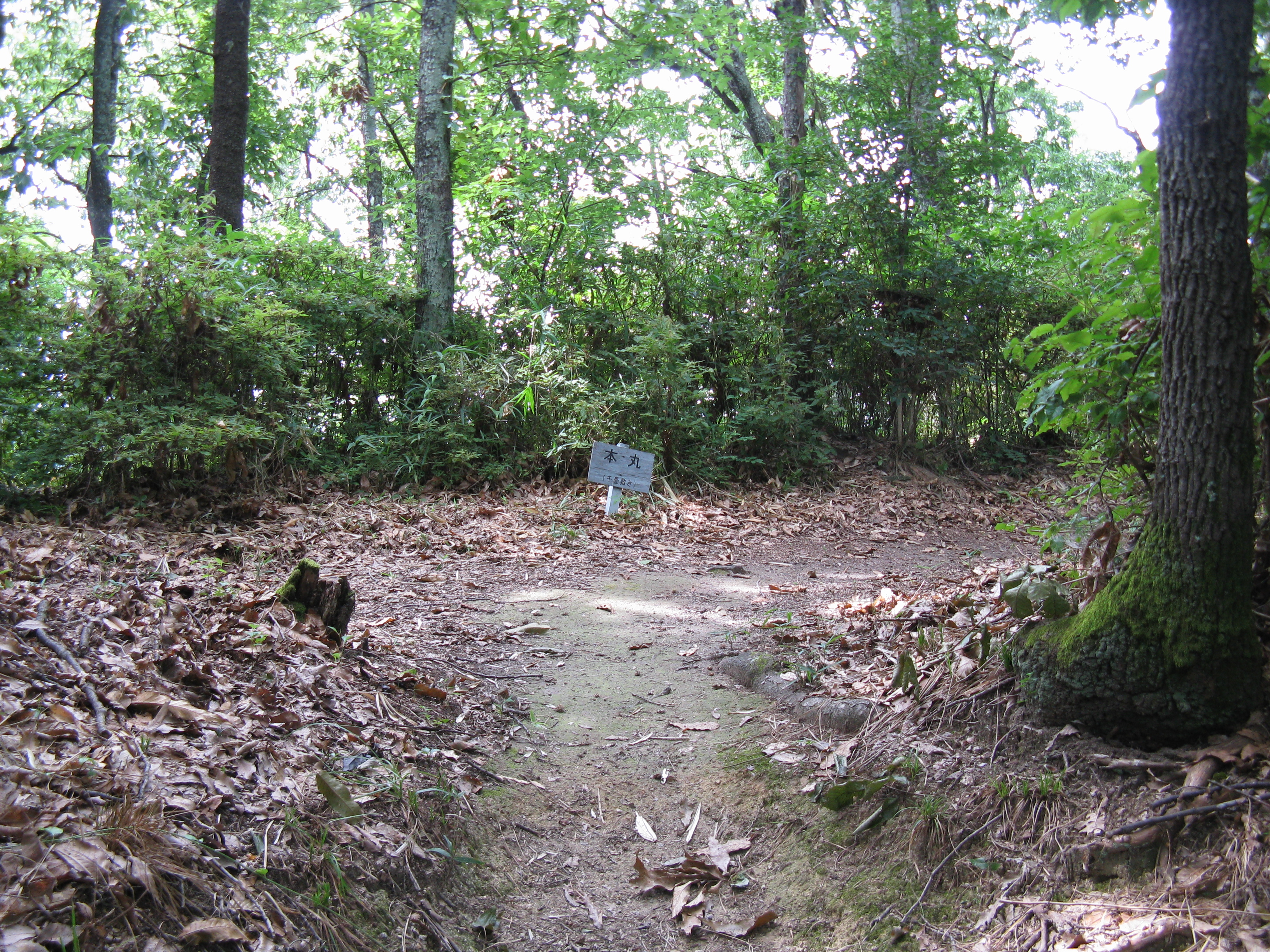
Site de Honmaru.
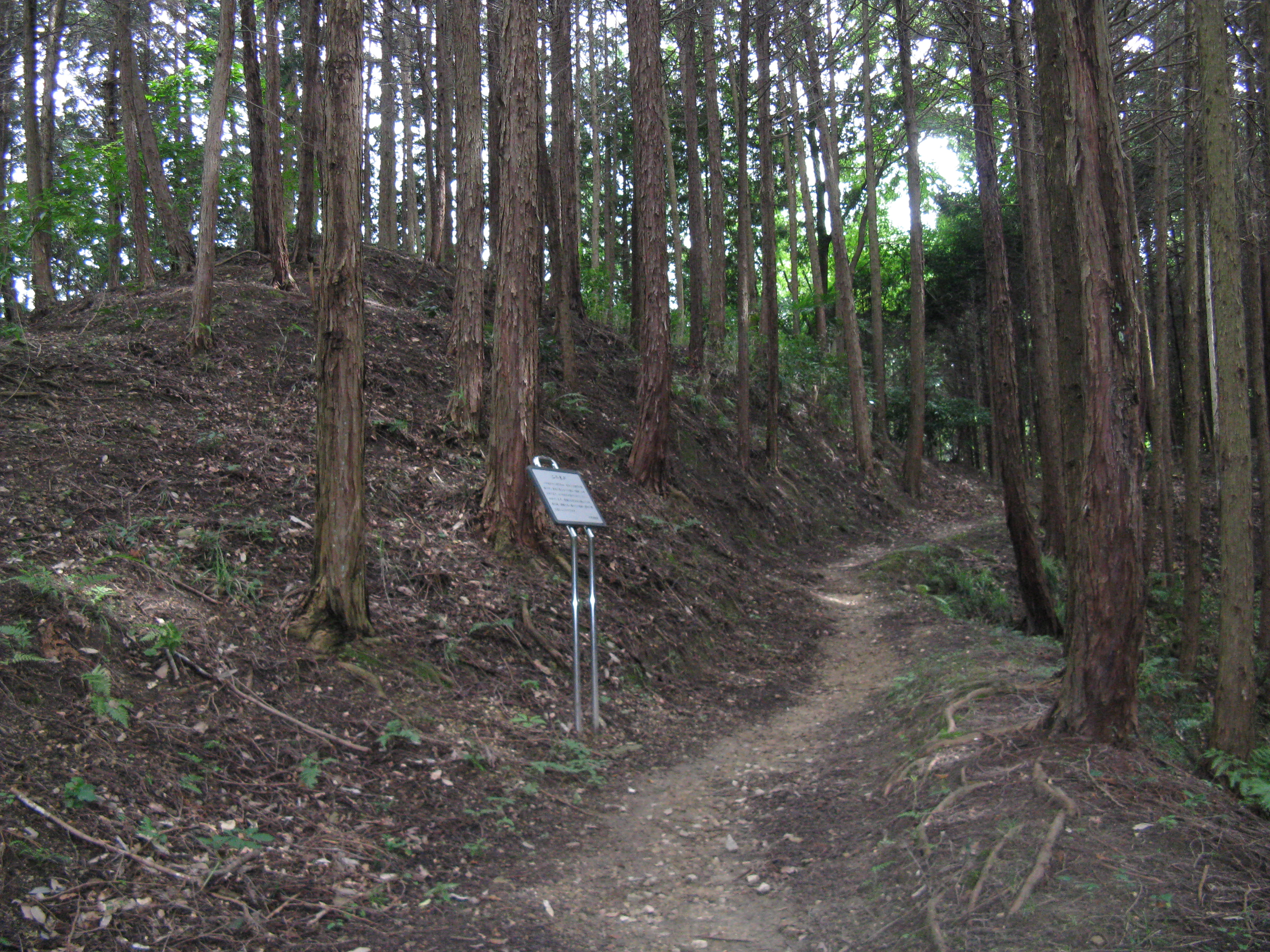
Ni-no-kido.
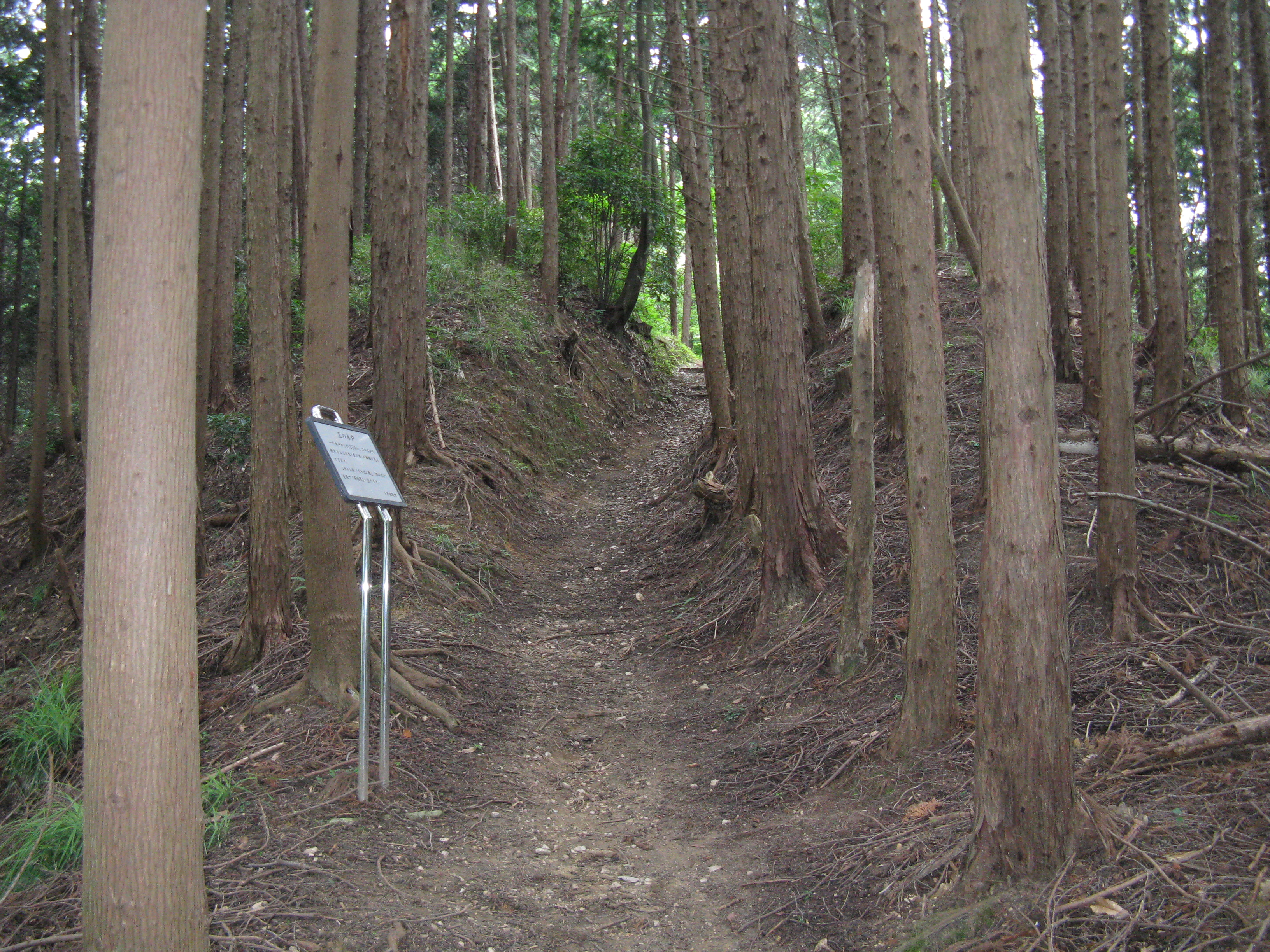
San no kido.
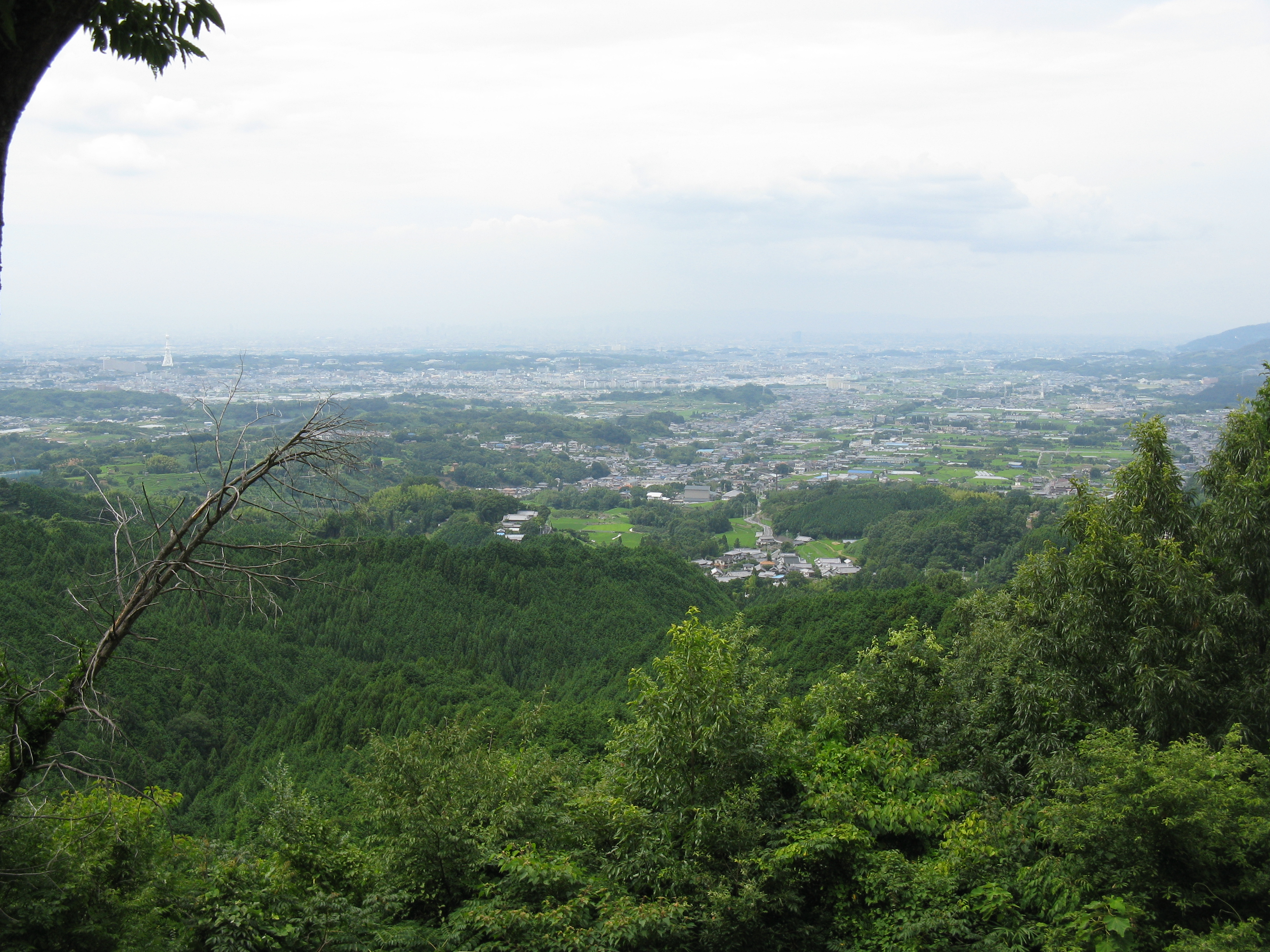
Vue depuis le château.